# Jalal Daoudi
Jalal Daoudi (ur. 17 sierpnia 1988) – marokański piłkarz, grający jako defensywny pomocnik w Wydad Casablanca.

## Klub

### Początki
Zaczynał karierę w Olympic Safi. W sezonie 2011/2012 (jeszcze przed transferem do Difaâ El Jadida) zagrał jedno spotkanie.

### Difaâ El Jadida
31 sierpnia 2011 roku został zawodnikiem Difaâ El Jadida. W tym klubie zadebiutował 23 września 2011 roku w meczu przeciwko Wydad Fés (3:0 dla zespołu z El Jadidy). Wszedł na boisko w 85. minucie, zastępując Soufiane Gadouma. Pierwszą asystę zaliczył 30 marca 2012 roku w meczu przeciwko CODM Meknès (2:1 dla zespołu Daoudiego). Asystował przy golu Zakarii Hadrafa w 20. minucie. Pierwszą bramkę strzelił 27 maja 2012 roku w meczu przeciwko Olympic Safi. Do siatki trafił w 76. minucie. Łącznie zagrał 33 mecze, strzelił dwa gole i miał trzy asysty. 

### FUS Rabat
5 września 2013 roku został graczem FUS Rabat. W tym zespole debiut zaliczył 30 września 2013 roku w meczu przeciwko Difaâ El Jadida (1:1). Zagrał cały mecz. Pierwszego gola strzelił 27 grudnia 2013 roku w meczu przeciwko Chabab Rif Al Hoceima (2:0). Do siatki trafił w 67. minucie. Pierwszą asystę zaliczył 26 października 2014 roku w meczu przeciwko Kawkab Marrakesz (2:1 dla FUS). Asystował przy golu El Mehdiego El Bassila w 92. minucie. Łącznie zagrał 31 meczów, raz trafił do siatki i dwukrotnie asystował. Zdobył puchar Maroka.

### Hassania Agadir
26 lipca 2015 roku został zawodnikiem Hassania Agadir. W tym zespole debiut zaliczył 5 września 2015 roku w meczu przeciwko Chabab Rif Al Hoceima (2:1 dla Hassanii). Zagrał całe spotkanie. Pierwszego gola strzelił 5 października 2015 roku w meczu przeciwko FAR Rabat (1:0). Do siatki trafił z rzutu wolnego w 49. minucie. Pierwszą asystę zaliczył 1 listopada 2015 roku w meczu przeciwko Difaâ El Jadida (1:1). Asystował przy bramce Abdelhafida Lirkiego w 75. minucie. Łącznie zagrał 95 spotkań, strzelił 34 bramki i miał 13 asyst.

### Al-Raed
10 lipca 2019 roku Jalal Daoudi przeszedł do saudyjskiego Al-Raed. W tym zespole zadebiutował 23 sierpnia 2019 roku w meczu przeciwko Ittihad FC (3:1 dla rywali zespołu Daoudiego). Rozegrał całe spotkanie. Pierwszego gola strzelił 14 września 2019 roku w meczu przeciwko Abha Club (1:1). Do siatki trafił w 21. minucie z rzutu karnego. Pierwszą asystę zaliczył 5 listopada 2020 roku w meczu przeciwko Al-Wehda FC. Daoudi tę asystę zaliczył przy bramce Aqela Al-Sahbiego w 2. minucie. Łącznie w zespole z Arabii Saudyjskiej zagrał 37 meczów, strzelił 9 bramek i raz zaliczył asystę.

### FAR Rabat
1 lutego 2021 roku dołączył do FAR Rabat. 17 dni później zagrał swoje pierwsze spotkanie przeciwko Raja Casablanca (1:1). Zagrał 62. minuty, był zmieniony przez Hamzę Moujahida. Pierwsze gole strzelił trzy dni później w meczu przeciwko Mouloudia Wadżda (1:2). Do siatki trafiał w 23. i 80. minucie. Pierwszą asystę zaliczył 6 marca 2021 roku w meczu przeciwko Renaissance Berkane (1:2 dla zespołu Daoudiego). Asystował przy bramce Mohameda El Khalouiego w 51. minucie. Łącznie zagrał 17 meczów, strzelił cztery gole i jednokrotnie asystował. Po raz drugi w karierze zdobył puchar Maroka.

### Wydad Casablanca
30 sierpnia 2021 roku dołączył do Wydad Casablanca. W zespole Daoudi zadebiutował 12 września 2021 roku w meczu przeciwko Ittihad Tanger (2:0 dla Wydadu). Na boisko wszedł w 76. minucie, zastępując Aymane'a El Hassouniego. Pierwszą asystę zaliczył 3 listopada 2021 roku w meczu przeciwko Olympique Khouribga (0:3). Asystował przy golu Guya Mbenzy w 63. minucie. Pierwszego gola strzelił 19 listopada 2021 roku w meczu przeciwko Jeunesse Sportive de Soualem (3:4 dla klubu Daoudiego). Do bramki trafił w 22. minucie, miał też asystę przy golu 7 minut później. Łącznie (do 12 października 2022 roku) zagrał 28 meczów, dwukrotnie trafiał do siatki i miał 4 asysty. Z tym zespołem zdobył mistrzostwo Maroka i Afrykańską Ligę Mistrzów.